# Ministerstwo Przemysłu Maszynowego
Ministerstwo Przemysłu Maszynowego – urząd ministra, naczelny organ administracji rządowej, członek Rady Ministrów powołany w celu objęcia polityką państwa całokształtu problematyki przemysłu maszynowego.

## Ustanowienie urzędu z 1952
Na podstawie ustawy z 1952 r. o organizacji władz naczelnych w dziedzinie przemysłu ciężkiego urząd Ministra Przemysłu Ciężkiego przekształcono w urząd Ministra Przemysłu Maszynowego.
Do zakresu działania Ministra Przemysłu Maszynowego należały sprawy wchodzące dotychczas w zakres działania Ministra Przemysłu Ciężkiego, z wyjątkiem;
- hutnictwa i przetwórstwa żelaza i metali nieżelaznych;
- kopalnictwa rud;
- przemysłu materiałów ogniotrwałych;
- przemysłu energetycznego.

Na podstawie ustawy z 1957 r. o zmianach w organizacji i zakresie działania naczelnych organów administracji państwowej w niektórych gałęziach przemysłu, budownictwa i komunikacji zniesiono urząd Ministra Przemysłu Maszynowego a poprzez połączenie z urzędem Ministra Hutnictwa utworzono nowy urząd Ministra Przemysłu Ciężkiego.

## Ustanowienie urzędu z 1967
Na podstawie ustawy z 1967 r. o utworzeniu urzędu Ministra Przemysłu Maszynowego powołano nowy urząd, poprzez wyłączenie spraw należących do zakresu działania Ministra Przemysłu Ciężkiego.

## Zakres działania urzędu z 1967
Do zakresu działania urzędu należały sprawy przemysłów: elektronicznego i teletechnicznego, elektrotechnicznego i kablowego, precyzyjnego, automatyki i aparatury pomiarowej, maszyn włókienniczych, motoryzacyjnego, silnikowego, lotniczego, urządzeń chłodniczych, maszyn budowlanych, ciągników i maszyn rolniczych, obrabiarkowego i narzędziowego oraz urządzeń technologicznych.

## Zakres działań urzędu z 1976
Do zakresu działania Ministra Przemysłu Maszynowego należały sprawy produkcji:
- obrabiarek do metali i tworzyw sztucznych, urządzeń technologicznych stosowanych do produkcji maszyn (w tym przy obróbce cieplnej, obróbce powierzchniowej, powłokach lakierniczych, w transporcie technologicznym, magazynowaniu), narzędzi, elektronarzędzi, maszyn i urządzeń dla przemysłu włókienniczego i urządzeń do obróbki włókien sztucznych, precyzyjnych elementów maszyn na potrzeby przemysłu maszynowego (w tym: łożysk tocznych, elementów hydrauliki, elementów pneumatyki), aparatury elektrycznej niskiego napięcia, silników elektrycznych małych i średnich, przewodów nawojowych, kabli teletechnicznych, akumulatorów i baterii,
- sprzętu elektronicznego rynkowego i profesjonalnego, materiałów i podzespołów elektronicznych, źródeł światła, opraw oświetleniowych, osprzętu elektrotechnicznego, sprzętu optycznego i medycznego, urządzeń do automatycznego przetwarzania informacji, automatyki i aparatury kontrolno-pomiarowej,
- sprzętu zmechanizowanego gospodarstwa domowego, urządzeń chłodnictwa domowego, pralek automatycznych, kuchni gazowych i elektrycznych, sprzętu grzejnego, drobnego sprzętu do wyposażenia gospodarstwa domowego oraz sprzętu turystycznego i rekreacyjnego, rowerów, motorowerów i motocykli,
- samochodów osobowych, samochodów ciężarowych, autobusów, samolotów, helikopterów i sprzętu lotniczego, maszyn do robót ziemnych, budowlanych i drogowych oraz żurawi i silników wysokoprężnych oraz sprawy usług motoryzacyjnych dla ludności.

## Wyodrębniony zakres działania urzędu z 1976
Do zakresu działania urzędu w sprawach objętych jego właściwością w szczególności należało:
- zaspokajanie zapotrzebowania społecznego na wytwarzane wyroby i usługi, zgodnie z programami rozwoju i narodowymi planami społeczno-gospodarczymi,
- tworzenie nowoczesnej bazy naukowo-technicznej, produkcyjnej, projektowo-inwestycyjnej i handlowo-usługowej w celu przyspieszenia rozwoju gospodarki narodowej,
- zapewnienie poprawy bezpieczeństwa i higieny pracy oraz warunków socjalno-bytowych załóg,
- zwiększenie udziału przemysłu elektromaszynowego w rozwijaniu stosunków gospodarczych PRL z zagranicą, a w szczególności w rozwoju ekonomicznie uzasadnionych nowoczesnych form międzynarodowej współpracy, kooperacji przemysłowej, specjalizacji produkcji oraz obrotów towarami i usługami.

## Kierunki działania urzędu z 1976
Minister Przemysłu Maszynowego wykonywał zadania:
- wytyczał kierunki rozwoju i koordynuje całokształt działalności resortu przemysłu maszynowego[4],
- współdziałał przy tworzeniu programów rozwoju społeczno-gospodarczego kraju i narodowych planów społeczno-gospodarczych oraz opracowywał programy, projekty planów gospodarczych i plany rozwoju resortu,
- prowadził badania w celu kształtowania zapotrzebowania społecznego na wyroby i usługi przemysłu maszynowego, ustalał wyroby preferowane oraz planował i organizował działalność przemysłową i usługową w tym zakresie,
- ustalał plany prac naukowo-badawczych i postępu technicznego ze szczególnym uwzględnieniem zadań wynikających z programów rządowych i problemów węzłowych, wdrożeń nowych procesów technologicznych i metod wytwarzania, nowych uruchomień produkcji, normalizacji, typizacji i unifikacji wyrobów, części i podzespołów,
- podejmował działania organizacyjno-techniczne zmierzające do usprawnienia struktur organizacyjnych przez tworzenie zintegrowanych organizacji gospodarczych,
- organizował i upowszechniał stosowanie systemów informatycznych w resorcie,
- koordynował i nadzorował działalność resortowych jednostek organizacyjnych handlu zagranicznego, obrotu towarowego i usług,
- nadzorował działalność podporządkowanych jednostek organizacyjnych.

## Zniesienie urzędu
Na podstawie ustawy z 1981 r. o utworzeniu urzędu Ministra Hutnictwa i Przemysłu Maszynowego utworzono nowy urząd w miejsce zniesionego urzędu Ministra Przemysłu Maszynowego.